# Голубев, Виктор Васильевич
Ви́ктор Ва́сильевич Го́лубев (род. 1935, Ленинград) — советский футболист, защитник. Мастер спорта СССР (1959).
С 1955 года играл в клубных командах завода «Большевик». Проходя службу в армии, выступал в команде СКВО. В 1958—1961 годах играл за «Адмиралтеец», полуфиналист Кубка СССР 1961. В 1962—1965 годах выступал за мурманский клуб «Тралфлотовец»/«Север».